# 139 aC
El 139 aC  va ser un any del calendari romà prejulià. Durant la República i l'Imperi Romà es coneixia com l'Any del Consolat de Pisó i Lenat o també any 615 Ab urbe condita o de la fundació de la ciutat). L'ús del nom «139 aC» per referir-se a aquest any es remunta a l'alta edat mitjana, quan el sistema Anno Domini va ser el mètode de numeració dels anys més comú a Europa.

## Esdeveniments

### Imperi Part
- Demetri II Nicàtor, rei selèucida, que l'any anterior (140 aC) havia recuperat Babilònia i mantingut Caracene, és fet presoner en les lluites contra Mitridates I de Pàrtia. És tractat amb gran correcció i l'obliguen a casar-se amb la princesa Rodoguna de Pàrtia, filla de Mitridates i germana de Fraates II.[2]
- Antíoc VII Sidetes, que era a Rodes, quan Demetri II és fet presoner, torna a territori selèucida per ocupar el lloc de Demetri, però obté molt poc suport a Síria per temor a Diòdot Trifó, que governa com un tirà. La dona de Demetri II, Cleòpatra Tea, és regent a les regions que es mantenen lleials al seu marit.[3]

### República Romana
- Aquest any són elegits cònsols Gneu Calpurni Pisó i Marc Popil·li Lenat.[4]
- El tribú de la plebs Aulus Gabini fa aprovar la primera lex Tabellaria, la lex Gabinia de sufragiis, que protegeix la llibertat dels comicis en establir que a l'elecció de magistrats els vots es donin en tauletes i no a mà alçada o de paraula.[5]
- El pretor Gneu Corneli Escipió Hispà publica un edicte dirigit als caldeus, és a dir, als astròlegs, segons el qual han d'abandonar Roma i Itàlia en un termini de deu dies.[6]
- Publi Corneli Escipió Africà Emilià és acusat (segons es creu de majestas) per Tiberi Claudi Asel, tribú de la plebs a qui Escipió Emilià, quan era censor, havia reduït a la condició d'erari, però és absolt, i el discurs que fa en la seva defensa és tingut en gran estima en èpoques posteriors.[7][8]

### Hispània
- El cònsol Popil·li Lenat és enviat a Hispània on suborna tres enviats de Viriat que tenen ordres d'arribar a un acord de pau amb els romans. Els promet una gran recompensa si maten Viriat, i l'assassinen mentre dorm. Quan els traïdors tornen al campament romà per reclamar la recompensa que Popil·li els havia promès, el procònsol Servili Cepió ordena que els executin, declarant que «Roma no paga traïdors».[9]
- Els lusitans enterren a Viriat i elegeixen cabdill a Tàutal que segueix lluitant contra els romans i porta una expedició contra Sagunt.[9]

## Necrològiques
- Viriat: heroi lusità lluitador contra els invasors romans.[9]